# Université du Sud-Est
Fondée en 1902, l’université du Sud-Est (chinois : 东南大学 ; pinyin : dōngnán dàxué) est une université prestigieuse avec de fortes traditions en Chine. 
Elle a son siège à Nankin. 

## Campus

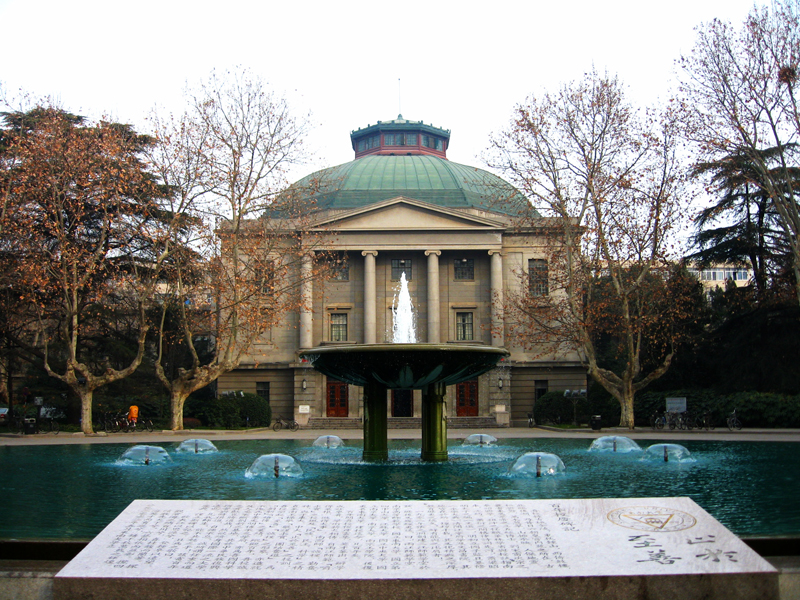
L'auditorium

- Campus Sipailou
- Campus Jiulonghu
- Campus Dingjiaqiao